# Hymenoepimecis heidyae
Hymenoepimecis heidyae là một loài tò vò trong họ Ichneumonidae.